# Jacynka
Jacynka – struga, prawy dopływ Wieprza o długości 7,91 km i powierzchni zlewni 31,2 km².
Struga płynie w powiecie zamojskim w województwie lubelskim. Jej źródła znajdują się we wsi Suchowola w gminie Adamów, a wpływa do Wieprza w miejscowości Kaczórki w gminie Krasnobród. 
W 2010 roku rozpoczęto budowę zbiornika wodnego małej retencji o pow. 6,0 ha w Jacni.